# Сотницький Козачок
Со́тницький Козачо́к — село в Золочівській громаді Богодухівського району Харківської області України. Населення до 2024 року становило 26 осіб.
Село постраждало внаслідок Голодомору українського народу, вчиненого владою СРСР у 1932—1933 роках, кількість встановлених жертв в Гур'ївому Козачку, Сотницькому Козачку, Андріївці, Ковтуні-1, Ковтуні-2, Кониках, Хоружівці сягнула 315 людей.

## Географія
Село Сотницький Козачок знаходиться на лівому березі річки Лозова (притока річки Ворскла), вище за течією за 2 км розташоване село Гур'їв Козачок, на протилежному березі розташований хутір Лозова Рудка (Бєлгородська область, Росія). Через село протікає кілька пересихаючих струмків з загатами.

## Історія
12 червня 2020 року, розпорядженням Кабінету Міністрів України № 725-р «Про визначення адміністративних центрів та затвердження територій територіальних громад Харківської області», увійшло до складу Золочівської селищної громади.
19 липня 2020 року, в результаті адміністративно-територіальної реформи та ліквідації Золочівського району, село увійшло до складу Богодухівського району.
4 липня 2024 окуповано ЗС РФ.
12 липня 2024 року ЗСУ звільнили Сотницький Козачок.

## Населення
Населення становить 177 осіб за даними перепису 2001 року.

### Мова
Розподіл населення за рідною мовою за даними перепису 2001 року:
| Мова       | Кількість | Відсоток |
| ---------- | --------- | -------- |
| українська | 19        | 10,73%   |
| російська  | 158       | 89,27%   |
| Усього     | 177       | 100%     |

## Найвідоміші уродженці
- Гонтаров Віктор Миколайович (нар. 5 січня 1943 року) — український живописець, лауреат Шевченківської премії (2009).

## Також
- Перелік населених пунктів, що постраждали від Голодомору 1932—1933 (Харківська область)